# Shannon Bobbitt
Shannon Denise Bobbitt (New York, 6 dicembre 1985) è un'ex cestista statunitense, professionista nella WNBA.

## Carriera
È stata selezionata dalle Los Angeles Sparks al secondo giro del Draft WNBA 2008 (15ª scelta assoluta).

## Palmarès
- 2 volte campionessa NCAA (2007, 2008)